# Pseudosesarma
Pseudosesarma is een geslacht van kreeftachtigen uit de klasse van de Malacostraca (hogere kreeftachtigen).

## Soorten
- Pseudosesarma bocourti (A. Milne-Edwards, 1869)
- Pseudosesarma edwardsii (de Man, 1888)
- Pseudosesarma granosimanum (Miers, 1880)
- Pseudosesarma laevimanum (Zehntner, 1894)
- Pseudosesarma modestum (de Man, 1902)
- Pseudosesarma moeschii (de Man, 1892)
- Pseudosesarma patshuni Soh, 1978